# 越南航空 (越南共和国)

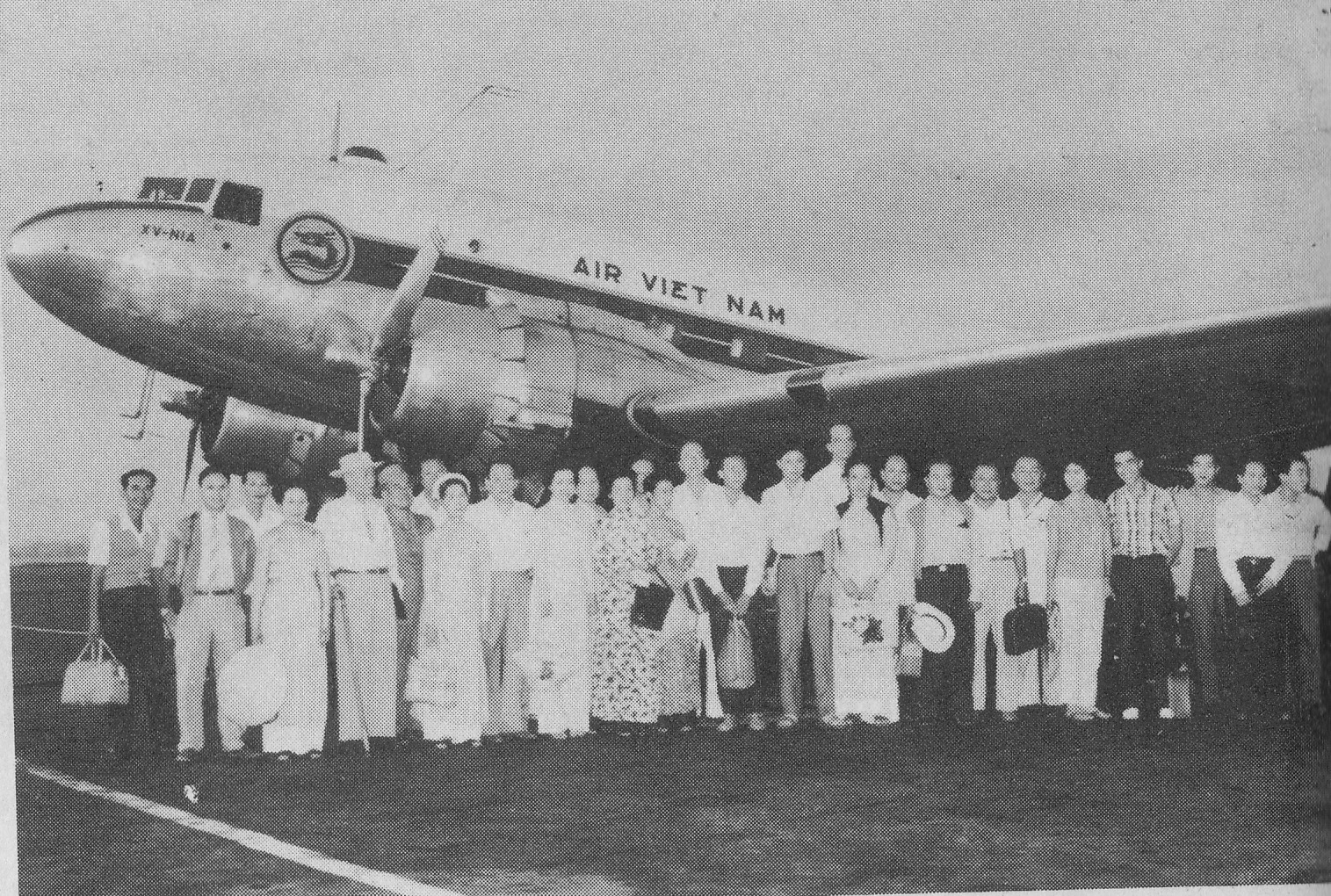
1961年南越航空的DC-3及乘客

越南航空（越南语：／），是前越南共和國（南越）一家已终止服务的航空公司，總部位於西貢第一郡。于1951年越南國統治時期开航，1975年越南共和國滅亡時结束服务。
1975年西貢淪陷後，越南航空僅剩一架波音707與一架波音727，之後被統一越南政府接收並轉入越南航空（Vietnam Airlines）。

## 通航城市

### 越南国内
邦美蜀、金瓯、芹苴、大叻、岘港、顺化、崑嵩、芽庄、潘郎-塔占市、潘切市、富国岛、波来古、广德、广义、歸仁、迪石、三岐市、绥和、永平共19个越南国内航点。

### 国际
- 金邊國際機場、吳哥國際機場
- 巴黎－奧利機場
- 啟德機場
- 東京國際機場、大阪國際機場
- 瓦岱國際機場
- 蘇丹阿都阿茲沙機場
- 尼諾伊·阿基諾國際機場
- 巴耶利峇空軍基地
- 新山一國際機場
- 臺北松山機場
- 廊曼國際機場

## 代碼共享夥伴
- 法國航空
- 國泰航空
- 日本航空
- 英國海外航空
- 泛美航空

## 使用飞机

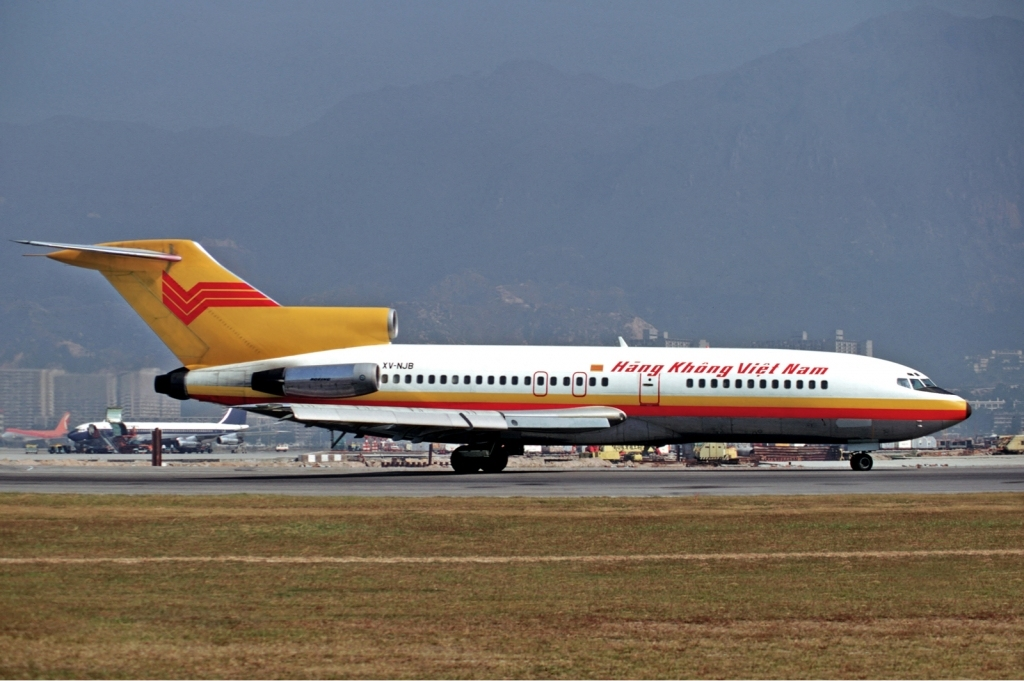
1974年南越航空波音727（末期涂装）在启德机场

- C-46运输机
- 道格拉斯C-54
- 道格拉斯DC-3
- 道格拉斯DC-4
- 波音727
- 波音707
- 维克斯子爵
- 卡拉维尔客机

## 外部連結
- Photos of Air Viet Nam
- Photos of Air Viet Nam （页面存档备份，存于）
- Photos of Air Viet Nam planes
- Timetables of Air Viet Nam （页面存档备份，存于）